# Liste der geschützten Landschaftsteile im Bezirk Zell am See
Die Liste der geschützten Landschaftsteile im Bezirk Zell am See enthält die geschützten Landschaftsteile im Bezirk Zell am See (Land Salzburg). Der Bezirk beherbergt insgesamt 19 geschützte Landschaftsteile, wobei alleine drei Schutzgebiete in der Gemeinde Leogang und je zwei in den Gemeinden Niedernsill bzw. Kaprun liegen. Die geschützten Landschaftsteile umfassen unterschiedlichste Biotoparten, insbesondere Moore und Feuchtwiesen, jedoch auch Gewässer, eine Allee, Wälder und eine Steilwand.

## Geschützte Landschaftsteile
| Foto |                 | Name                           | ID       | Standort | Beschreibung | Fläche   | Datum      |
| ---- | --------------- | ------------------------------ | -------- | --- | --- | -------- | ---------- |
| 0 BW | Datei hochladen | Feuchtgebiet auf der Vögeialm  | GLT00102 | Fusch an der Großglocknerstraße KG: Fusch GrStNr: 740; 741; 742; 743; 739/1; 1509; 804/2 Standort                 | Das Feuchtgebiet auf der Vögeialm wurde zur Erhaltung des ökologisch höchstwertigen Gebietes sowie der Lebensgemeinschaft von seltenen Pflanzen und Tieren und der Bedeutung für das Landschaftsbild unter Schutz gestellt. | 12,47 ha | 14.03.1994 |
| 1    | Datei hochladen | Hollersbacher Feuchtwiesen     | GLT00062 | Hollersbach im Pinzgau KG: Hollersbach GrStNr: 128; 129; 130/1; 220; 221/1; 222/1,2,3; 228; 229; 232 ff. Standort | Die Hollersbacher Feuchtwiesen liegen westlich von Hollersbach auf rund 800 Metern Seehöhe. Das Schutzgebiet umfasst Großseggen-, Hochstauden-, Flachmoor- und Pfeifengrasanteile. Bedeutend ist das Areal vor allem für seinen Orchideenreichtum mit Vorkommen des Breitblättrige Knabenkraut (Dactylorhiza majalis) und der Echten Sumpfwurz (Epipactis palustris). Zudem ist das Gebiet als Brut- und Durchzugsgebiet für Vögel von Bedeutung. | 11,7 ha  | 04.11.1987 |
| 1    | Datei hochladen | Kaprun Moor                    | GLT00074 | Kaprun KG: Kaprun GrStNr: 945/2; 949/2; 950/2,3; 951/2; 953/1,2; 956; 957/1,2,4,5; 958/1,2,3 ff. Standort         | Das Kapruner Moor am rechten Salzachufer besteht zur Hälfte aus waldfreien Moor- bzw. Sumpfgesellschaften wie Schilfsumpfwiesen, Pfeifengraswiesen, während der bewaldet Teile im Süden und Osten aus einem Birken-Kiefern-Waldmoor besteht. | 32,14 ha | 17.08.1989 |
| 1    | Datei hochladen | Kapruner Feuchtwiesen          | GLT00087 | Kaprun KG: Kaprun GrStNr: 897/1; 900 Standort                                                                     | Die Kapruner Feuchtwiesen erstrecken sich zwischen den Ortschaften Kaprun und Kottingeinöden am Fuß des Schaufelberges. Es handelt sich um einen der letzten Reste der ehemals großflächig ausgebildeten Feuchtwiesen im Pinzgauer Salzachtal und beherbergt ein Kalk-Niedermoor. | 3,75 ha  | 19.12.1990 |
| 0 BW | Datei hochladen | Viehhofener Lacken             | GLT00033 | Leogang, Viehhofen KG: Viehhofen, Pirzbichl GrStNr: 400/1, 400/2 Standort                                         | Die Viehhofener Lacken liegt im Gebiet der Kitzbüheler Schieferalpen am Höhenrücken zwischen Glemmertal und Leoganger Tal. Das Areal erstreckt sich von Osten nach Westen in einer Höhe von rund 1700 bis 1800 Metern und ist von einem kleinräumigen Wechsel von Wald, nassen bis moorigen Wiesenflecken und kleinen, stehenden Gewässern geprägt. | 11,23 ha | 14.08.1983 |
| 1    | Datei hochladen | Grießener Moor                 | GLT00047 | Leogang KG: Grießen GrStNr: 499/1-5; 515; 516/1-4; 517; 518/1,2; 519; 520/1,2; 521; 526 Standort                  | Das Grießener Moor befindet sich in einer Passverebnung des Pass Grießen an der Landesgrenze zu Tirol. Das Feuchtgebiet beherbergt einen See, der von Wasser-, Verlandungs-, Sumpf- und Moorgesellschaften umgeben ist. | 24,99 ha | 04.06.1986 |
| 0 BW | Datei hochladen | Grießner Luß                   | GLT00104 | Leogang KG: Grießen GrStNr: 546/6;554;552/8;403;425/3;425/4;425/1;404;409;414/4;444;405 ff. Standort              | Als Grießner Luß wird ein Feuchtwiesengebiet in der Ortschaft Grießen bezeichnet, das vor allem wegen seines Orchideenreichtums von Bedeutung ist. | 12,77 ha | 13.12.1995 |
| 1    | Datei hochladen | Steppenhang in Lofer           | GLT00058 | Lofer KG: Lofer GrStNr: 230/1; 231/1; 231/6 Standort                                                              | Der Loferer Steppenhang erstreckt sich zwischen dem Pass Strub und der Ortschaft Lofer am Südhang des Lärchberghörndls auf einer Seehöhe zwischen 650 und 1000 m. Der Abhang stellt innerhalb des niederschlagsreichen ostalpinen Klimagebietes eine Trockeninsel dar, auf der das Französische Federgras wächst. Der Standort ist damit das einzige Vorkommen innerhalb des Bundeslandes. | 30,87 ha | 18.11.1987 |
| 0 BW | Datei hochladen | Hinteres Filzenschartenmoos    | GLT00118 | Neukirchen am Großvenediger, Wald im Pinzgau KG: Wald, Rosenthal GrStNr: 962; 704 Standort                        | | 8,49 ha  | 06.07.2005 |
| 1    | Datei hochladen | Lucia Lacke                    | GLT00030 | Niedernsill KG: Niedernsill GrStNr: 225/1,2; 226; 227; 233; 234; 236-239; 240; 249-252 ff. Standort               | Die Lucia Lacke liegt westlich von Niedernsill am Hangfuß des Königsberges. Die Lacke stellt den Rest eines offenen Gewässers dar, dessen größter Teil zugeschüttet oder umgestaltet wurde. Von Bedeutung ist jedoch der umliegende Sumpf- und Feuchtwiesenkomplex, der neben der offenen Wasserfläche, auch Streuwiesen, Schilfröhricht und Übergangsbereiche umfasst und somit Lebensraum für seltene Pflanzen und Tiere bietet. | 16,92 ha | 18.05.1983 |
| 0 BW | Datei hochladen | Naturwaldreservat Hutterwald   | GLT00109 | Niedernsill KG: Niedernsill GrStNr: 497, 498 Standort                                                             | Das Naturwaldreservat beherbergt montanen Hainsimsen-Fichtenwald, subalpinen Silikat-Fichtenwald, Peitschenmoos-Fichtenwald und Torfmoos-Fichtenwald. | 29,83 ha | 29.07.1998 |
| 0 BW | Datei hochladen | Moosenwand in Rauris           | GLT00095 | Rauris KG: Rauris, Vorstandsrevier GrStNr: 525/1; 526; 597/2,7; 600; 601 Standort                                 | Bei der Moosenwand handelt es sich um eine senkrecht bis überhängend aufsteigende, nahezu vegetationslose Felswand, die von Weißkopfgeiern genutzt wird. | 99,53 ha | 08.04.1992 |
| 0 BW | Datei hochladen | Moorfeuchtwiesen in Piesendorf | GLT00018 | Piesendorf KG: Aufhausen GrStNr: 484/1; 492; 495/1,2; 496/1,2; 502/1,4; 504-506; 512 ff. Standort                 | Die geschützten Moorfeuchtwiesen liegen nördlich des Salzachufers nahe dem Piesendorfer Ortsteil Fürth. Das Areal beherbergt Groß- und Kleinseggenvorkommen, im Norden auch saure Pfeifengraswiesen. Die vorhandenen Hecken aus Bäumen und Sträuchern dienen als Rast- und Brutplatz für Vögel sowie Lebensraum für Amphibien, Reptilien, Schmetterlinge und Libellen. | 22,5 ha  | 23.09.1981 |
| 0 BW | Datei hochladen | Naturwaldreservat Roßwald      | GLT00065 | Saalbach-Hinterglemm KG: Hinterglemm GrStNr: 206 Standort                                                         | Der Roßwald liegt in den Glemmtaleralpen und besteht aus subalpinem Silikat-Heidelbeer-Fichtenwald. | 4,18 ha  | 17.02.1988 |
| 1    | Datei hochladen | Naturwaldreservat Stoissen     | GLT00063 | Saalfelden am Steinernen Meer KG: Hohlwegen GrStNr: 7/1,3,4 Standort                                              | Das Naturwaldreservat Stoissen erstreckt sich über die Ostabdachung der Leoganger Steinberge auf einer Seehöhe zwischen 700 und 1400 Metern. Das Waldgebiet beherbergt vorwiegend Fichten-Tannen-Buchenwald, auf den Rücken und Graten besteht zudem Schneeheide-Kiefernwald. | 71,51 ha | 18.11.1987 |
| 1    | Datei hochladen | Pirtendorfer Talboden          | GLT00088 | Stuhlfelden KG: Stuhlfelden GrStNr: 406; 417/2; 420; 421/1,2; 424; 436; 598; 603; 609 ff. Standort                | Der Pirtendorfer Talboden ist ein flacher Talraum mit einem vielfältigen Biotopenmix aus Streuwiesen, Flachmoorbereichen, Bachsäumen, Galeriewäldern und Hecken. | 10,53 ha | 05.12.1990 |
| 1    | Datei hochladen | Mäanderhochmoor im Heutal      | GLT00012 | Unken KG: Gföll GrStNr: 802/1,2,3; 852/1,2; 853/2,7; 855/1,2,3; 856/1; 873/7 Standort                             | Das Mäanderhochmoor im Heutal befindet sich am Talboden des Heutales, wobei das Tal in der Eiszeit trogförmig geformt wurde und im Südosten durch einen Kalkriegel abgeschlossen ist. Prägend für das Moor ist eine Wasserscheide, die etwa in der Mitte des Moores verläuft. Das Schutzgebiet beherbergt zwei Hochmoorzellen und mehreren Feuchtwiesen sowie eine artenreiche und wurde zum Erhalt der „eigenartigen Entwässerung“, des charakteristischen Landschaftsbildes, des Artenreichtums und des Erholungsraumes für die Bevölkerung ausgewiesen. | 20,97 ha | 27.08.1980 |
| 0 BW | Datei hochladen | Gaulmösl                       | GLT00124 | Uttendorf GrStNr: 57023, 547/1 Standort                                                                           | | 14,4 ha  | 07.12.2012 |
| 1    | Datei hochladen | Porscheallee                   | GLT00043 | Zell am See KG: Zell/See GrStNr: 519/9; 549/2 Standort                                                            | Die Porscheallee verläuft zwischen dem „Haus Elisabeth“ über den Rösslhof und durch das Naturschutzgebiet Zeller See. Die Allee setzt sich aus Exemplaren der Gemeinen Esche (Fraxinus excelsior), Hänge-Birken (Betula pendula), Spitzahorn (Acer platanoides), Berg-Ahorn (Acer pseudoplatanus) und Grauerle (Alnus incana) zusammen. | 0,95 ha  | 19.03.1986 |